# Revolutionära socialistpartiet (1898)
Revolutionära socialistpartiet (franska: Parti socialiste révolutionnaire, PSR) var ett blanquistiskt politiskt parti grundat 1898 i Frankrike. Partiet leddes av Édouard Vaillant.
Revolutionära socialistpartiet är det nya namnet på Centrala revolutionskommittén (CRC) som grundades 1881. CRC hade förstärkts genom att Revolutionära kommunistiska alliansen (ACR) anslutit sig till partiet. Tack vare ACR blev PSR det näst största marxistiska partiet i Frankrike. Bara Franska arbetarepartiet (POF) var större.
Partiets eftersträvade att vara en medelväg eller länk mellan moderata socialister (Jean Jaurès, Paul Brousse) och marxister (Jules Guesde, Paul Lafargue). PSR gick dock senare samman med POF och grundade Frankrikes socialistiska  parti (PSdF), för att 1905 slå sig samman med Jean Jaurès Franska socialistpartiet (PSF) för att bilda Franska sektionen av Arbetarinternationalen (SFIO).

## Prominenta medlemmar i urval
- Édouard Vaillant (1840–1915), partiledare.
- Marcel Sembat (1862–1922), minister.